# سیارک ۶۲۲۵
سیارک ۶۲۲۵ (به انگلیسی: 6225 Hiroko، نامگذاری:1981EK12) شش هزار و دویست و بیست و پنجمین سیارک کشف شده‌است که در ۱ مارس ۱۹۸۱ کشف شد.
قدر مطلق سیارک برابر ۱۲.۳ است.